# Kolczakowate (gryzonie)
Kolczakowate, kolczaki (Echimyidae) – rodzina ssaków z podrzędu jeżozwierzowców (Hystricomorpha) w obrębie rzędu (Rodentia) gryzoni wyglądem zewnętrznym zbliżonych do myszowatych.

## Zasięg występowania
Występują w Ameryce Południowej. Prowadzą naziemny lub nadrzewny tryb życia. Jednym z przedstawicieli jest występujący w Gujanie kolczakowiec kajeński (Proechimys guyannensis).

## Charakterystyka
Kolczakowate są gryzoniami o średniej wielkości, ale w stosunku do innych przedstawicieli południowoamerykańskich jeżozwierzokształtnych są małe. Długość 8–50 cm. Korpus kształtu szczurzego, średniej wielkości oczy. Ogon ma długość mniej więcej połowy wymiaru ciała. Przednie łapy mają 4 funkcjonalne palce, a tylne 5. W zależności od gatunku i przystosowania palce i pazury są wykształtowane w różny sposób. Uzębienie ma układ: 1 / 1, 0 / 0, 1 / 1, 3 / 3 = 20
Kolczakowate zajmują różne siedliska. Niektóre z nich są w pełni nadrzewne, prawdopodobnie nigdy nie schodzą z wierzchołków drzew. Inne prowadzą życie w norach, lub buszują w poszyciu leśnym. Pożywienie kolczakowatych – również w zależności od gatunku – stanowić mogą zarówno pędy bambusa, owoce, liście, kora, jak i owady.

## Systematyka
Do kolczakowatych zaliczane są podrodziny:
- Capromyinae Smith, 1842 – hutie
- Carterodontinae Courcelle, Tilak, Leite, Douzery & Fabre, 2019 – jedynym przedstawicielem jest rodzaj Carterodon Waterhouse, 1848 – kolczastek – z jednym gatunkiem Carterodon sulcidens (Lund, 1841) – kolczastek bruzdozębny
- Heteropsomyinae Anthony, 1917 – pieczarowce – takson wymarły
- Euryzygomatomyinae Emmons, 2005
- Echimyinae J.E. Gray, 1825 – kolczaki

Z analizy filogenetycznej przeprowadzonej przez Fabre’a i współpracowników (2014) wynika, że powyższe podrodziny nie tworzą kladu, do którego nie należałyby także hutiowate (Capromyidae); na tej podstawie autorzy włączyli hutiowate do kolczakowatych, nadając im rangę podrodziny Capromyinae.
Opisano również rodzaje wymarłe o niepewnej pozycji taksonomicznej i nie przypisane do żadnej z podrodzin:
- Palaeoechimys Spillmann, 1949[9] – jedynym przedstawicielem był Palaeoechimys peruvianus Spillmann, 1949
- Protadelphomys Ameghino, 1902[10] – jedynym przedstawicielem był Protadelphomys latus Ameghino, 1902
- Reigechimys Verzi, Vucetich & Montalvo, 1994[11]